# سیارک ۱۲۷۱
سیارک ۱۲۷۱ (به انگلیسی: 1271 Isergina، نامگذاری:1931TN) هزار و دویست و هفتاد و یکمین سیارک کشف شده‌است که در ۱۰ اکتبر ۱۹۳۱ و در رصدخانه سایمیز کشف شد.
قدر مطلق سیارک برابر ۱۰٫۶۰ است.